# Adeuomphalus collinsi
Adeuomphalus collinsi is een slakkensoort, de plaatst in een familie is onzeker. De wetenschappelijke naam van de soort is voor het eerst geldig gepubliceerd in 2009 door Kano, Chikyu & Warén.